# Ilyushin
Ilyushin (tiếng Nga: Илью́шин), hay Cục thiết kế Ilyushin là một hãng sản xuất và thiết kế máy bay của Nga (trước kia của Liên bang Xô viết) (văn phòng thiết kế với tiền tố Il), được thành lập bởi Sergey Vladimirovich Ilyushin. Cục thiết kế được thành lập vào ngày 13 tháng 1-1933 theo sắc lệnh của Bộ trưởng dân ủy Công nghiệp Nặng Liên Xô và là người đứng đầu của Ban công nghiệp hàng không là P.I.Baranov.
Công nghiệp Hàng không Ilyushin là công ty con được thành lập vào năm 1992 với vai trò cung cấp dịch vụ khách hàng và tiếp thị của Ilyushin.
Ilyushin đã phát triển các máy bay với nhiều nhiệm vụ khác nhau. Chính phủ Nga đã sáp nhập Ilyushin với Mikoyan, Irkut, Sukhoi, Tupolev và Yakovlev thành một tổng công ty mới với tên gọi là Liên đoàn Hàng không Hợp nhất.

## Sản phẩm của Ilyushin
Các máy bay đáng chú ý của Ilyushin bao gồm:

### Máy bay tiêm kích
- I-21
- Il-1

### Máy bay cường kích

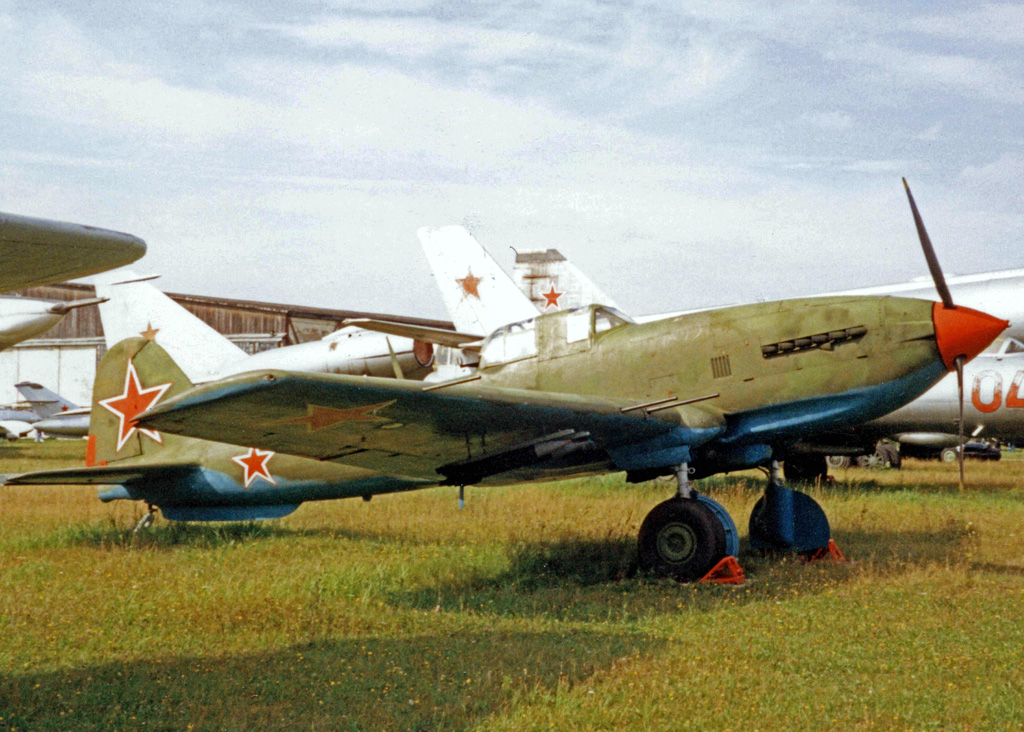
Il-10M Beast

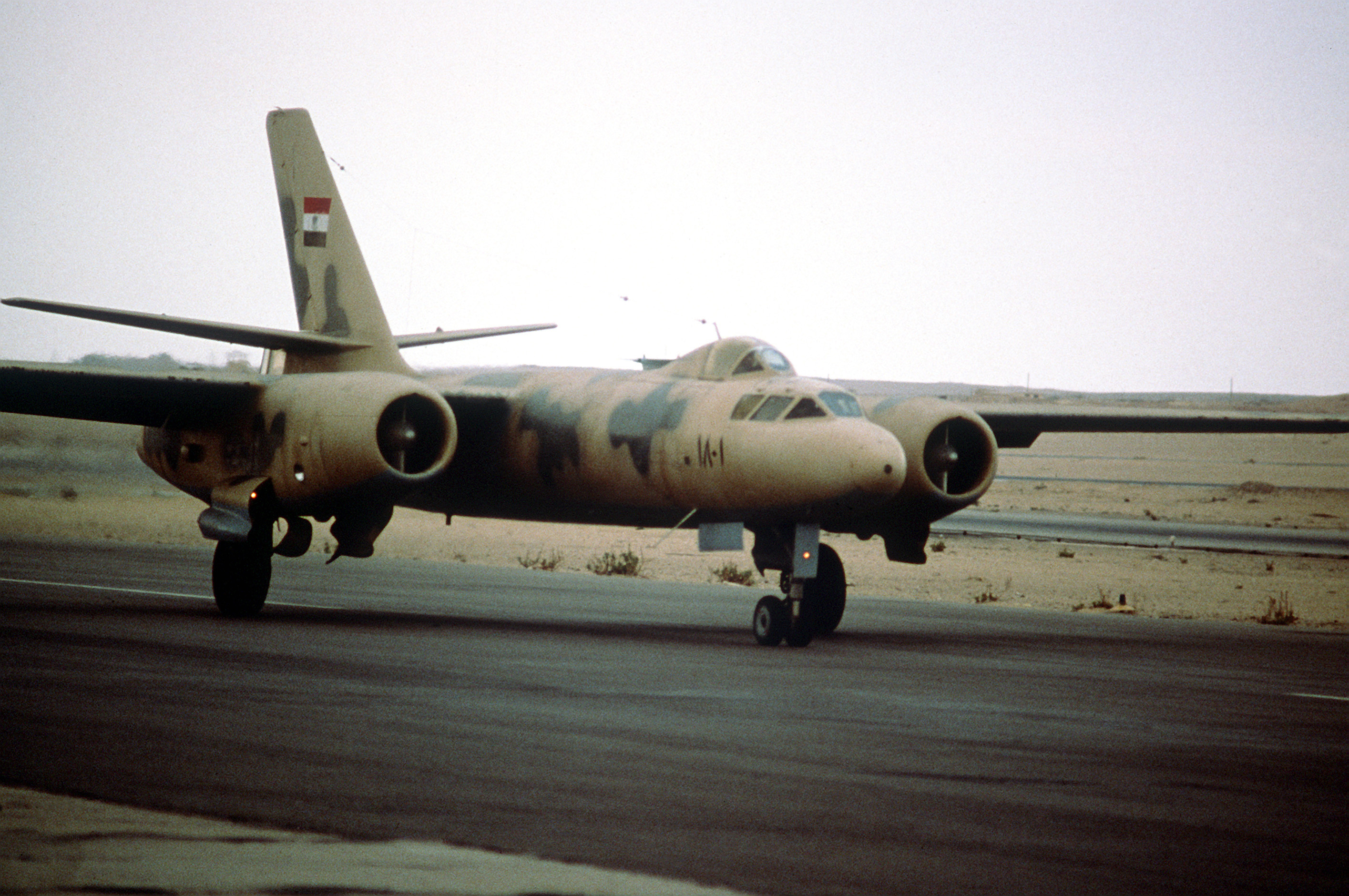
Il-28 Beagle của Không quân Ai Cập

- Il-10M BeastIl-2 Shturmovik
- Il-8
- Il-10 Beast
- Il-16
- Il-20
- Il-40 Brawny

### Máy bay ném bom

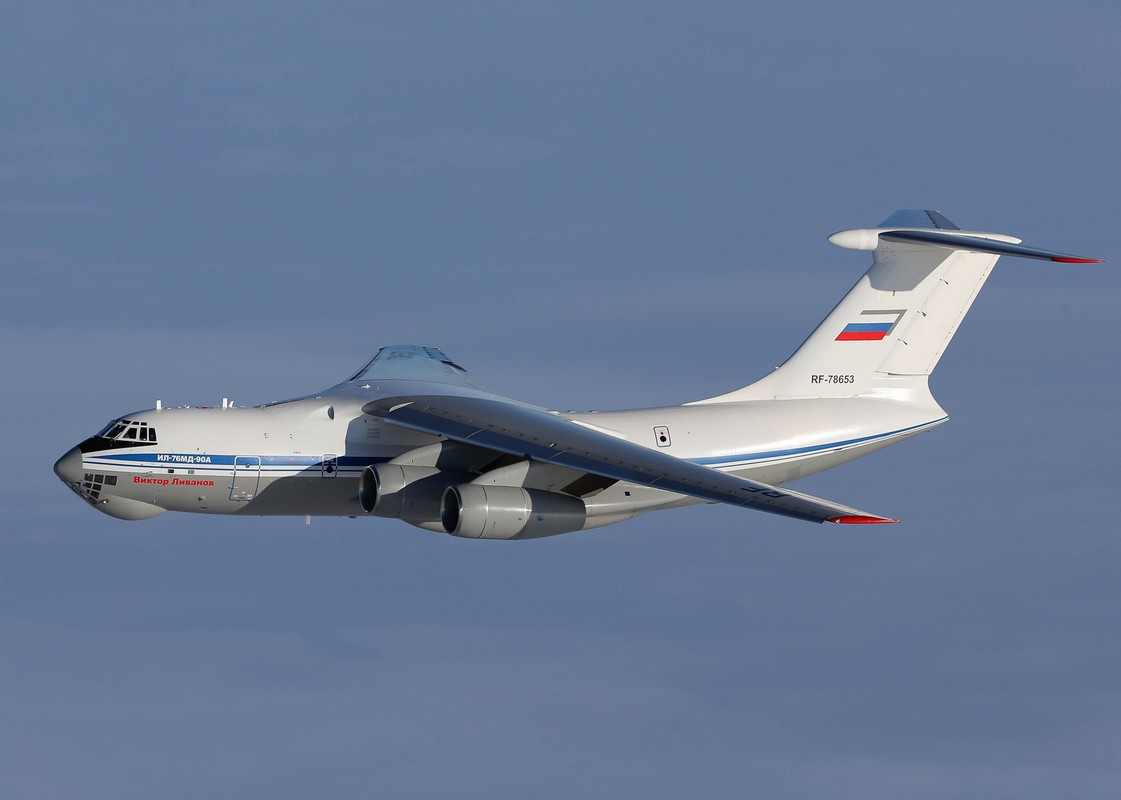
Il-76 Candid

- DB-3
- DB-4

- Il-4 Bob
- Il-6
- Il-22 Coot-B
- Il-28 Beagle và Mascot
- Il-30
- Il-46
- Il-54 Blowlamp

### Máy bay chờ hàng

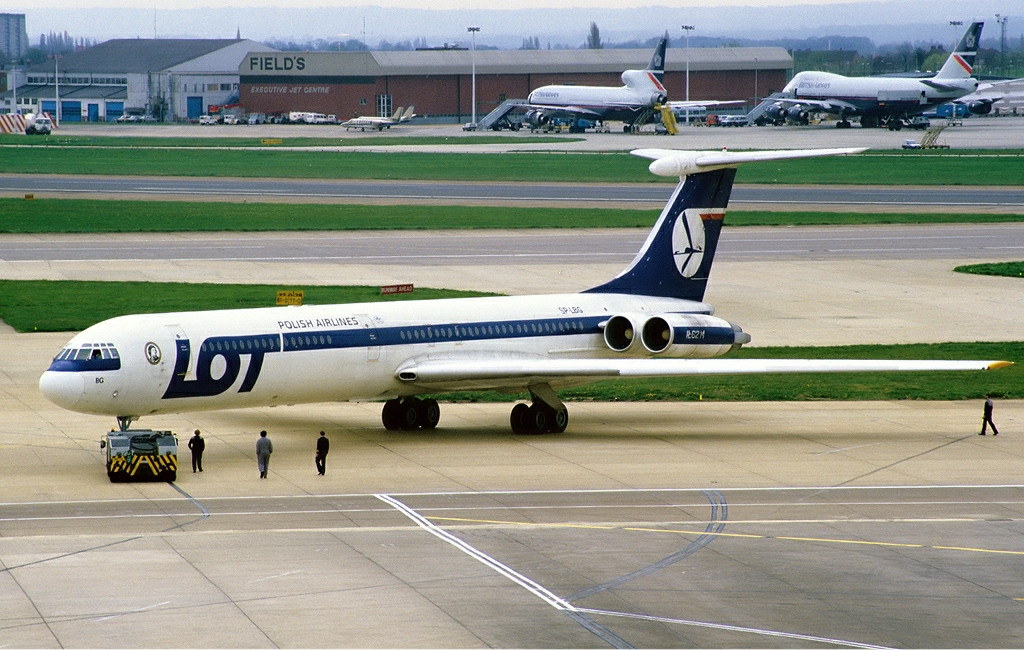
LOT Il-62M Classic

- Il-12 Coach
- Il-32
- Il-76 Candid
  - Il-78 Midias
  - Il-82
- Il-112
- Il-276
- Il-476

### Máy bay chở khách

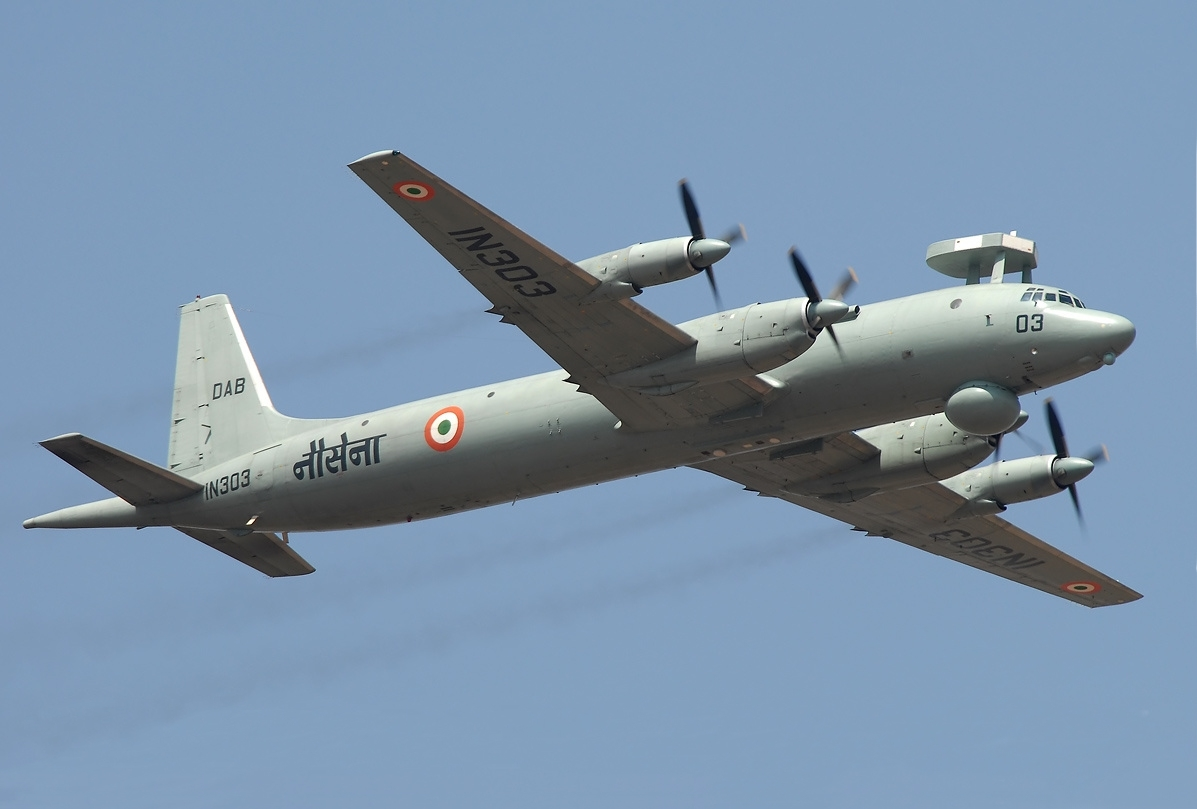
Il-38SD May của Hải quân Ấn Độ

- Il-14 Crate
- Il-18 Clam (1946)
- Il-18 Coot
- Il-62 Classic
- Il-86 Camber
  - Il-80 Maxdome
  - Il-87 Aimak
- Il-96
  - Il-98
- Il-114

### Máy bay trinh sát

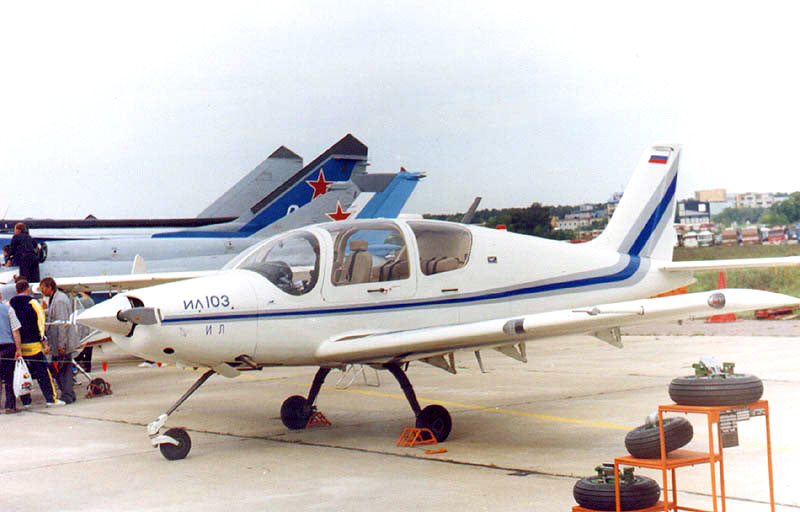
Il-103

- Il-20M Coot-A
- Il-22 Coot-B
- Il-24 Coot-C
- Il-38 May
- Il-140
- A-50 Shmel
- A-100 Premier

### Máy bay huấn luyện
- Il-103

### Máy bay thử nghiệm và các dự án
- Il-26
- Il-34
- Il-36
- Il-42
- Il-52
- Il-56
- Il-64
- Il-66
- Il-66
- Il-70
- Il-72
- Il-72 (1964)
- Il-74
- Il-84
- Il-90
- Il-100
- Il-102
- Il-106
- Il-108
- Il-118
- Il-196

## Hình ảnh
|  |  |  |  |
|  |  |  |  |